# George Gossip
Pour les articles homonymes, voir Gossip.
George Hatfeild Dingley Gossip, né le 6 décembre 1841 et mort le 11 mai 1907, était un joueur d'échecs et un auteur de livres sur les échecs américano-anglais.

## Publications
Gossip s'est opposé aux meilleurs joueurs d'échecs de son époque, sans succès notable. Il a notamment perdu par 4 défaites à 0 un match par correspondance contre la plus forte joueuse d'échecs de l'époque, Ellen Gilbert.
Gossip est l'auteur de nombreux livres sur les échecs, dont :
- The chess player's manual (1875, 2e édition : 1888), qui fut reconnu par le champion du monde Wilhelm Steinitz comme une œuvre notable sur les ouvertures.

Il publia aussi :
- Theory of the chess openings (1879, 2e édition en 1891) ;
- The chess players' text-book (1889) ;
- The chess-player’s vade mecum and pocket guide to the openings (1891).

Dans la presse anglaise, les travaux de Gossip étaient critiqués ainsi que sa compétence.

## Une partie remarquable
|   | a | b | c | d | e | f | g | h |   |
| 8 | Roi noir sur case noire b8 · Tour noire sur case noire d8 · Tour noire sur case blanche g8 · Pion noir sur case noire a7 · Pion noir sur case noire c7 · Dame noire sur case noire g7 · Pion noir sur case blanche c6 · Pion noir sur case noire f6 · Pion noir sur case blanche d5 · Cavalier noir sur case noire e5 · Pion blanc sur case noire b4 · Fou noir sur case noire d4 · Fou noir sur case blanche g4 · Fou blanc sur case noire h4 · Dame blanche sur case blanche b3 · Cavalier blanc sur case noire c3 · Pion blanc sur case blanche a2 · Pion blanc sur case blanche c2 · Pion blanc sur case noire f2 · Pion blanc sur case blanche g2 · Pion blanc sur case noire h2 · Tour blanche sur case blanche b1 · Tour blanche sur case noire e1 · Fou blanc sur case blanche f1 · Roi blanc sur case noire g1 | Roi noir sur case noire b8 · Tour noire sur case noire d8 · Tour noire sur case blanche g8 · Pion noir sur case noire a7 · Pion noir sur case noire c7 · Dame noire sur case noire g7 · Pion noir sur case blanche c6 · Pion noir sur case noire f6 · Pion noir sur case blanche d5 · Cavalier noir sur case noire e5 · Pion blanc sur case noire b4 · Fou noir sur case noire d4 · Fou noir sur case blanche g4 · Fou blanc sur case noire h4 · Dame blanche sur case blanche b3 · Cavalier blanc sur case noire c3 · Pion blanc sur case blanche a2 · Pion blanc sur case blanche c2 · Pion blanc sur case noire f2 · Pion blanc sur case blanche g2 · Pion blanc sur case noire h2 · Tour blanche sur case blanche b1 · Tour blanche sur case noire e1 · Fou blanc sur case blanche f1 · Roi blanc sur case noire g1 | Roi noir sur case noire b8 · Tour noire sur case noire d8 · Tour noire sur case blanche g8 · Pion noir sur case noire a7 · Pion noir sur case noire c7 · Dame noire sur case noire g7 · Pion noir sur case blanche c6 · Pion noir sur case noire f6 · Pion noir sur case blanche d5 · Cavalier noir sur case noire e5 · Pion blanc sur case noire b4 · Fou noir sur case noire d4 · Fou noir sur case blanche g4 · Fou blanc sur case noire h4 · Dame blanche sur case blanche b3 · Cavalier blanc sur case noire c3 · Pion blanc sur case blanche a2 · Pion blanc sur case blanche c2 · Pion blanc sur case noire f2 · Pion blanc sur case blanche g2 · Pion blanc sur case noire h2 · Tour blanche sur case blanche b1 · Tour blanche sur case noire e1 · Fou blanc sur case blanche f1 · Roi blanc sur case noire g1 | Roi noir sur case noire b8 · Tour noire sur case noire d8 · Tour noire sur case blanche g8 · Pion noir sur case noire a7 · Pion noir sur case noire c7 · Dame noire sur case noire g7 · Pion noir sur case blanche c6 · Pion noir sur case noire f6 · Pion noir sur case blanche d5 · Cavalier noir sur case noire e5 · Pion blanc sur case noire b4 · Fou noir sur case noire d4 · Fou noir sur case blanche g4 · Fou blanc sur case noire h4 · Dame blanche sur case blanche b3 · Cavalier blanc sur case noire c3 · Pion blanc sur case blanche a2 · Pion blanc sur case blanche c2 · Pion blanc sur case noire f2 · Pion blanc sur case blanche g2 · Pion blanc sur case noire h2 · Tour blanche sur case blanche b1 · Tour blanche sur case noire e1 · Fou blanc sur case blanche f1 · Roi blanc sur case noire g1 | Roi noir sur case noire b8 · Tour noire sur case noire d8 · Tour noire sur case blanche g8 · Pion noir sur case noire a7 · Pion noir sur case noire c7 · Dame noire sur case noire g7 · Pion noir sur case blanche c6 · Pion noir sur case noire f6 · Pion noir sur case blanche d5 · Cavalier noir sur case noire e5 · Pion blanc sur case noire b4 · Fou noir sur case noire d4 · Fou noir sur case blanche g4 · Fou blanc sur case noire h4 · Dame blanche sur case blanche b3 · Cavalier blanc sur case noire c3 · Pion blanc sur case blanche a2 · Pion blanc sur case blanche c2 · Pion blanc sur case noire f2 · Pion blanc sur case blanche g2 · Pion blanc sur case noire h2 · Tour blanche sur case blanche b1 · Tour blanche sur case noire e1 · Fou blanc sur case blanche f1 · Roi blanc sur case noire g1 | Roi noir sur case noire b8 · Tour noire sur case noire d8 · Tour noire sur case blanche g8 · Pion noir sur case noire a7 · Pion noir sur case noire c7 · Dame noire sur case noire g7 · Pion noir sur case blanche c6 · Pion noir sur case noire f6 · Pion noir sur case blanche d5 · Cavalier noir sur case noire e5 · Pion blanc sur case noire b4 · Fou noir sur case noire d4 · Fou noir sur case blanche g4 · Fou blanc sur case noire h4 · Dame blanche sur case blanche b3 · Cavalier blanc sur case noire c3 · Pion blanc sur case blanche a2 · Pion blanc sur case blanche c2 · Pion blanc sur case noire f2 · Pion blanc sur case blanche g2 · Pion blanc sur case noire h2 · Tour blanche sur case blanche b1 · Tour blanche sur case noire e1 · Fou blanc sur case blanche f1 · Roi blanc sur case noire g1 | Roi noir sur case noire b8 · Tour noire sur case noire d8 · Tour noire sur case blanche g8 · Pion noir sur case noire a7 · Pion noir sur case noire c7 · Dame noire sur case noire g7 · Pion noir sur case blanche c6 · Pion noir sur case noire f6 · Pion noir sur case blanche d5 · Cavalier noir sur case noire e5 · Pion blanc sur case noire b4 · Fou noir sur case noire d4 · Fou noir sur case blanche g4 · Fou blanc sur case noire h4 · Dame blanche sur case blanche b3 · Cavalier blanc sur case noire c3 · Pion blanc sur case blanche a2 · Pion blanc sur case blanche c2 · Pion blanc sur case noire f2 · Pion blanc sur case blanche g2 · Pion blanc sur case noire h2 · Tour blanche sur case blanche b1 · Tour blanche sur case noire e1 · Fou blanc sur case blanche f1 · Roi blanc sur case noire g1 | Roi noir sur case noire b8 · Tour noire sur case noire d8 · Tour noire sur case blanche g8 · Pion noir sur case noire a7 · Pion noir sur case noire c7 · Dame noire sur case noire g7 · Pion noir sur case blanche c6 · Pion noir sur case noire f6 · Pion noir sur case blanche d5 · Cavalier noir sur case noire e5 · Pion blanc sur case noire b4 · Fou noir sur case noire d4 · Fou noir sur case blanche g4 · Fou blanc sur case noire h4 · Dame blanche sur case blanche b3 · Cavalier blanc sur case noire c3 · Pion blanc sur case blanche a2 · Pion blanc sur case blanche c2 · Pion blanc sur case noire f2 · Pion blanc sur case blanche g2 · Pion blanc sur case noire h2 · Tour blanche sur case blanche b1 · Tour blanche sur case noire e1 · Fou blanc sur case blanche f1 · Roi blanc sur case noire g1 | 8 |
| 7 | Roi noir sur case noire b8 · Tour noire sur case noire d8 · Tour noire sur case blanche g8 · Pion noir sur case noire a7 · Pion noir sur case noire c7 · Dame noire sur case noire g7 · Pion noir sur case blanche c6 · Pion noir sur case noire f6 · Pion noir sur case blanche d5 · Cavalier noir sur case noire e5 · Pion blanc sur case noire b4 · Fou noir sur case noire d4 · Fou noir sur case blanche g4 · Fou blanc sur case noire h4 · Dame blanche sur case blanche b3 · Cavalier blanc sur case noire c3 · Pion blanc sur case blanche a2 · Pion blanc sur case blanche c2 · Pion blanc sur case noire f2 · Pion blanc sur case blanche g2 · Pion blanc sur case noire h2 · Tour blanche sur case blanche b1 · Tour blanche sur case noire e1 · Fou blanc sur case blanche f1 · Roi blanc sur case noire g1 | Roi noir sur case noire b8 · Tour noire sur case noire d8 · Tour noire sur case blanche g8 · Pion noir sur case noire a7 · Pion noir sur case noire c7 · Dame noire sur case noire g7 · Pion noir sur case blanche c6 · Pion noir sur case noire f6 · Pion noir sur case blanche d5 · Cavalier noir sur case noire e5 · Pion blanc sur case noire b4 · Fou noir sur case noire d4 · Fou noir sur case blanche g4 · Fou blanc sur case noire h4 · Dame blanche sur case blanche b3 · Cavalier blanc sur case noire c3 · Pion blanc sur case blanche a2 · Pion blanc sur case blanche c2 · Pion blanc sur case noire f2 · Pion blanc sur case blanche g2 · Pion blanc sur case noire h2 · Tour blanche sur case blanche b1 · Tour blanche sur case noire e1 · Fou blanc sur case blanche f1 · Roi blanc sur case noire g1 | Roi noir sur case noire b8 · Tour noire sur case noire d8 · Tour noire sur case blanche g8 · Pion noir sur case noire a7 · Pion noir sur case noire c7 · Dame noire sur case noire g7 · Pion noir sur case blanche c6 · Pion noir sur case noire f6 · Pion noir sur case blanche d5 · Cavalier noir sur case noire e5 · Pion blanc sur case noire b4 · Fou noir sur case noire d4 · Fou noir sur case blanche g4 · Fou blanc sur case noire h4 · Dame blanche sur case blanche b3 · Cavalier blanc sur case noire c3 · Pion blanc sur case blanche a2 · Pion blanc sur case blanche c2 · Pion blanc sur case noire f2 · Pion blanc sur case blanche g2 · Pion blanc sur case noire h2 · Tour blanche sur case blanche b1 · Tour blanche sur case noire e1 · Fou blanc sur case blanche f1 · Roi blanc sur case noire g1 | Roi noir sur case noire b8 · Tour noire sur case noire d8 · Tour noire sur case blanche g8 · Pion noir sur case noire a7 · Pion noir sur case noire c7 · Dame noire sur case noire g7 · Pion noir sur case blanche c6 · Pion noir sur case noire f6 · Pion noir sur case blanche d5 · Cavalier noir sur case noire e5 · Pion blanc sur case noire b4 · Fou noir sur case noire d4 · Fou noir sur case blanche g4 · Fou blanc sur case noire h4 · Dame blanche sur case blanche b3 · Cavalier blanc sur case noire c3 · Pion blanc sur case blanche a2 · Pion blanc sur case blanche c2 · Pion blanc sur case noire f2 · Pion blanc sur case blanche g2 · Pion blanc sur case noire h2 · Tour blanche sur case blanche b1 · Tour blanche sur case noire e1 · Fou blanc sur case blanche f1 · Roi blanc sur case noire g1 | Roi noir sur case noire b8 · Tour noire sur case noire d8 · Tour noire sur case blanche g8 · Pion noir sur case noire a7 · Pion noir sur case noire c7 · Dame noire sur case noire g7 · Pion noir sur case blanche c6 · Pion noir sur case noire f6 · Pion noir sur case blanche d5 · Cavalier noir sur case noire e5 · Pion blanc sur case noire b4 · Fou noir sur case noire d4 · Fou noir sur case blanche g4 · Fou blanc sur case noire h4 · Dame blanche sur case blanche b3 · Cavalier blanc sur case noire c3 · Pion blanc sur case blanche a2 · Pion blanc sur case blanche c2 · Pion blanc sur case noire f2 · Pion blanc sur case blanche g2 · Pion blanc sur case noire h2 · Tour blanche sur case blanche b1 · Tour blanche sur case noire e1 · Fou blanc sur case blanche f1 · Roi blanc sur case noire g1 | Roi noir sur case noire b8 · Tour noire sur case noire d8 · Tour noire sur case blanche g8 · Pion noir sur case noire a7 · Pion noir sur case noire c7 · Dame noire sur case noire g7 · Pion noir sur case blanche c6 · Pion noir sur case noire f6 · Pion noir sur case blanche d5 · Cavalier noir sur case noire e5 · Pion blanc sur case noire b4 · Fou noir sur case noire d4 · Fou noir sur case blanche g4 · Fou blanc sur case noire h4 · Dame blanche sur case blanche b3 · Cavalier blanc sur case noire c3 · Pion blanc sur case blanche a2 · Pion blanc sur case blanche c2 · Pion blanc sur case noire f2 · Pion blanc sur case blanche g2 · Pion blanc sur case noire h2 · Tour blanche sur case blanche b1 · Tour blanche sur case noire e1 · Fou blanc sur case blanche f1 · Roi blanc sur case noire g1 | Roi noir sur case noire b8 · Tour noire sur case noire d8 · Tour noire sur case blanche g8 · Pion noir sur case noire a7 · Pion noir sur case noire c7 · Dame noire sur case noire g7 · Pion noir sur case blanche c6 · Pion noir sur case noire f6 · Pion noir sur case blanche d5 · Cavalier noir sur case noire e5 · Pion blanc sur case noire b4 · Fou noir sur case noire d4 · Fou noir sur case blanche g4 · Fou blanc sur case noire h4 · Dame blanche sur case blanche b3 · Cavalier blanc sur case noire c3 · Pion blanc sur case blanche a2 · Pion blanc sur case blanche c2 · Pion blanc sur case noire f2 · Pion blanc sur case blanche g2 · Pion blanc sur case noire h2 · Tour blanche sur case blanche b1 · Tour blanche sur case noire e1 · Fou blanc sur case blanche f1 · Roi blanc sur case noire g1 | Roi noir sur case noire b8 · Tour noire sur case noire d8 · Tour noire sur case blanche g8 · Pion noir sur case noire a7 · Pion noir sur case noire c7 · Dame noire sur case noire g7 · Pion noir sur case blanche c6 · Pion noir sur case noire f6 · Pion noir sur case blanche d5 · Cavalier noir sur case noire e5 · Pion blanc sur case noire b4 · Fou noir sur case noire d4 · Fou noir sur case blanche g4 · Fou blanc sur case noire h4 · Dame blanche sur case blanche b3 · Cavalier blanc sur case noire c3 · Pion blanc sur case blanche a2 · Pion blanc sur case blanche c2 · Pion blanc sur case noire f2 · Pion blanc sur case blanche g2 · Pion blanc sur case noire h2 · Tour blanche sur case blanche b1 · Tour blanche sur case noire e1 · Fou blanc sur case blanche f1 · Roi blanc sur case noire g1 | 7 |
| 6 | Roi noir sur case noire b8 · Tour noire sur case noire d8 · Tour noire sur case blanche g8 · Pion noir sur case noire a7 · Pion noir sur case noire c7 · Dame noire sur case noire g7 · Pion noir sur case blanche c6 · Pion noir sur case noire f6 · Pion noir sur case blanche d5 · Cavalier noir sur case noire e5 · Pion blanc sur case noire b4 · Fou noir sur case noire d4 · Fou noir sur case blanche g4 · Fou blanc sur case noire h4 · Dame blanche sur case blanche b3 · Cavalier blanc sur case noire c3 · Pion blanc sur case blanche a2 · Pion blanc sur case blanche c2 · Pion blanc sur case noire f2 · Pion blanc sur case blanche g2 · Pion blanc sur case noire h2 · Tour blanche sur case blanche b1 · Tour blanche sur case noire e1 · Fou blanc sur case blanche f1 · Roi blanc sur case noire g1 | Roi noir sur case noire b8 · Tour noire sur case noire d8 · Tour noire sur case blanche g8 · Pion noir sur case noire a7 · Pion noir sur case noire c7 · Dame noire sur case noire g7 · Pion noir sur case blanche c6 · Pion noir sur case noire f6 · Pion noir sur case blanche d5 · Cavalier noir sur case noire e5 · Pion blanc sur case noire b4 · Fou noir sur case noire d4 · Fou noir sur case blanche g4 · Fou blanc sur case noire h4 · Dame blanche sur case blanche b3 · Cavalier blanc sur case noire c3 · Pion blanc sur case blanche a2 · Pion blanc sur case blanche c2 · Pion blanc sur case noire f2 · Pion blanc sur case blanche g2 · Pion blanc sur case noire h2 · Tour blanche sur case blanche b1 · Tour blanche sur case noire e1 · Fou blanc sur case blanche f1 · Roi blanc sur case noire g1 | Roi noir sur case noire b8 · Tour noire sur case noire d8 · Tour noire sur case blanche g8 · Pion noir sur case noire a7 · Pion noir sur case noire c7 · Dame noire sur case noire g7 · Pion noir sur case blanche c6 · Pion noir sur case noire f6 · Pion noir sur case blanche d5 · Cavalier noir sur case noire e5 · Pion blanc sur case noire b4 · Fou noir sur case noire d4 · Fou noir sur case blanche g4 · Fou blanc sur case noire h4 · Dame blanche sur case blanche b3 · Cavalier blanc sur case noire c3 · Pion blanc sur case blanche a2 · Pion blanc sur case blanche c2 · Pion blanc sur case noire f2 · Pion blanc sur case blanche g2 · Pion blanc sur case noire h2 · Tour blanche sur case blanche b1 · Tour blanche sur case noire e1 · Fou blanc sur case blanche f1 · Roi blanc sur case noire g1 | Roi noir sur case noire b8 · Tour noire sur case noire d8 · Tour noire sur case blanche g8 · Pion noir sur case noire a7 · Pion noir sur case noire c7 · Dame noire sur case noire g7 · Pion noir sur case blanche c6 · Pion noir sur case noire f6 · Pion noir sur case blanche d5 · Cavalier noir sur case noire e5 · Pion blanc sur case noire b4 · Fou noir sur case noire d4 · Fou noir sur case blanche g4 · Fou blanc sur case noire h4 · Dame blanche sur case blanche b3 · Cavalier blanc sur case noire c3 · Pion blanc sur case blanche a2 · Pion blanc sur case blanche c2 · Pion blanc sur case noire f2 · Pion blanc sur case blanche g2 · Pion blanc sur case noire h2 · Tour blanche sur case blanche b1 · Tour blanche sur case noire e1 · Fou blanc sur case blanche f1 · Roi blanc sur case noire g1 | Roi noir sur case noire b8 · Tour noire sur case noire d8 · Tour noire sur case blanche g8 · Pion noir sur case noire a7 · Pion noir sur case noire c7 · Dame noire sur case noire g7 · Pion noir sur case blanche c6 · Pion noir sur case noire f6 · Pion noir sur case blanche d5 · Cavalier noir sur case noire e5 · Pion blanc sur case noire b4 · Fou noir sur case noire d4 · Fou noir sur case blanche g4 · Fou blanc sur case noire h4 · Dame blanche sur case blanche b3 · Cavalier blanc sur case noire c3 · Pion blanc sur case blanche a2 · Pion blanc sur case blanche c2 · Pion blanc sur case noire f2 · Pion blanc sur case blanche g2 · Pion blanc sur case noire h2 · Tour blanche sur case blanche b1 · Tour blanche sur case noire e1 · Fou blanc sur case blanche f1 · Roi blanc sur case noire g1 | Roi noir sur case noire b8 · Tour noire sur case noire d8 · Tour noire sur case blanche g8 · Pion noir sur case noire a7 · Pion noir sur case noire c7 · Dame noire sur case noire g7 · Pion noir sur case blanche c6 · Pion noir sur case noire f6 · Pion noir sur case blanche d5 · Cavalier noir sur case noire e5 · Pion blanc sur case noire b4 · Fou noir sur case noire d4 · Fou noir sur case blanche g4 · Fou blanc sur case noire h4 · Dame blanche sur case blanche b3 · Cavalier blanc sur case noire c3 · Pion blanc sur case blanche a2 · Pion blanc sur case blanche c2 · Pion blanc sur case noire f2 · Pion blanc sur case blanche g2 · Pion blanc sur case noire h2 · Tour blanche sur case blanche b1 · Tour blanche sur case noire e1 · Fou blanc sur case blanche f1 · Roi blanc sur case noire g1 | Roi noir sur case noire b8 · Tour noire sur case noire d8 · Tour noire sur case blanche g8 · Pion noir sur case noire a7 · Pion noir sur case noire c7 · Dame noire sur case noire g7 · Pion noir sur case blanche c6 · Pion noir sur case noire f6 · Pion noir sur case blanche d5 · Cavalier noir sur case noire e5 · Pion blanc sur case noire b4 · Fou noir sur case noire d4 · Fou noir sur case blanche g4 · Fou blanc sur case noire h4 · Dame blanche sur case blanche b3 · Cavalier blanc sur case noire c3 · Pion blanc sur case blanche a2 · Pion blanc sur case blanche c2 · Pion blanc sur case noire f2 · Pion blanc sur case blanche g2 · Pion blanc sur case noire h2 · Tour blanche sur case blanche b1 · Tour blanche sur case noire e1 · Fou blanc sur case blanche f1 · Roi blanc sur case noire g1 | Roi noir sur case noire b8 · Tour noire sur case noire d8 · Tour noire sur case blanche g8 · Pion noir sur case noire a7 · Pion noir sur case noire c7 · Dame noire sur case noire g7 · Pion noir sur case blanche c6 · Pion noir sur case noire f6 · Pion noir sur case blanche d5 · Cavalier noir sur case noire e5 · Pion blanc sur case noire b4 · Fou noir sur case noire d4 · Fou noir sur case blanche g4 · Fou blanc sur case noire h4 · Dame blanche sur case blanche b3 · Cavalier blanc sur case noire c3 · Pion blanc sur case blanche a2 · Pion blanc sur case blanche c2 · Pion blanc sur case noire f2 · Pion blanc sur case blanche g2 · Pion blanc sur case noire h2 · Tour blanche sur case blanche b1 · Tour blanche sur case noire e1 · Fou blanc sur case blanche f1 · Roi blanc sur case noire g1 | 6 |
| 5 | Roi noir sur case noire b8 · Tour noire sur case noire d8 · Tour noire sur case blanche g8 · Pion noir sur case noire a7 · Pion noir sur case noire c7 · Dame noire sur case noire g7 · Pion noir sur case blanche c6 · Pion noir sur case noire f6 · Pion noir sur case blanche d5 · Cavalier noir sur case noire e5 · Pion blanc sur case noire b4 · Fou noir sur case noire d4 · Fou noir sur case blanche g4 · Fou blanc sur case noire h4 · Dame blanche sur case blanche b3 · Cavalier blanc sur case noire c3 · Pion blanc sur case blanche a2 · Pion blanc sur case blanche c2 · Pion blanc sur case noire f2 · Pion blanc sur case blanche g2 · Pion blanc sur case noire h2 · Tour blanche sur case blanche b1 · Tour blanche sur case noire e1 · Fou blanc sur case blanche f1 · Roi blanc sur case noire g1 | Roi noir sur case noire b8 · Tour noire sur case noire d8 · Tour noire sur case blanche g8 · Pion noir sur case noire a7 · Pion noir sur case noire c7 · Dame noire sur case noire g7 · Pion noir sur case blanche c6 · Pion noir sur case noire f6 · Pion noir sur case blanche d5 · Cavalier noir sur case noire e5 · Pion blanc sur case noire b4 · Fou noir sur case noire d4 · Fou noir sur case blanche g4 · Fou blanc sur case noire h4 · Dame blanche sur case blanche b3 · Cavalier blanc sur case noire c3 · Pion blanc sur case blanche a2 · Pion blanc sur case blanche c2 · Pion blanc sur case noire f2 · Pion blanc sur case blanche g2 · Pion blanc sur case noire h2 · Tour blanche sur case blanche b1 · Tour blanche sur case noire e1 · Fou blanc sur case blanche f1 · Roi blanc sur case noire g1 | Roi noir sur case noire b8 · Tour noire sur case noire d8 · Tour noire sur case blanche g8 · Pion noir sur case noire a7 · Pion noir sur case noire c7 · Dame noire sur case noire g7 · Pion noir sur case blanche c6 · Pion noir sur case noire f6 · Pion noir sur case blanche d5 · Cavalier noir sur case noire e5 · Pion blanc sur case noire b4 · Fou noir sur case noire d4 · Fou noir sur case blanche g4 · Fou blanc sur case noire h4 · Dame blanche sur case blanche b3 · Cavalier blanc sur case noire c3 · Pion blanc sur case blanche a2 · Pion blanc sur case blanche c2 · Pion blanc sur case noire f2 · Pion blanc sur case blanche g2 · Pion blanc sur case noire h2 · Tour blanche sur case blanche b1 · Tour blanche sur case noire e1 · Fou blanc sur case blanche f1 · Roi blanc sur case noire g1 | Roi noir sur case noire b8 · Tour noire sur case noire d8 · Tour noire sur case blanche g8 · Pion noir sur case noire a7 · Pion noir sur case noire c7 · Dame noire sur case noire g7 · Pion noir sur case blanche c6 · Pion noir sur case noire f6 · Pion noir sur case blanche d5 · Cavalier noir sur case noire e5 · Pion blanc sur case noire b4 · Fou noir sur case noire d4 · Fou noir sur case blanche g4 · Fou blanc sur case noire h4 · Dame blanche sur case blanche b3 · Cavalier blanc sur case noire c3 · Pion blanc sur case blanche a2 · Pion blanc sur case blanche c2 · Pion blanc sur case noire f2 · Pion blanc sur case blanche g2 · Pion blanc sur case noire h2 · Tour blanche sur case blanche b1 · Tour blanche sur case noire e1 · Fou blanc sur case blanche f1 · Roi blanc sur case noire g1 | Roi noir sur case noire b8 · Tour noire sur case noire d8 · Tour noire sur case blanche g8 · Pion noir sur case noire a7 · Pion noir sur case noire c7 · Dame noire sur case noire g7 · Pion noir sur case blanche c6 · Pion noir sur case noire f6 · Pion noir sur case blanche d5 · Cavalier noir sur case noire e5 · Pion blanc sur case noire b4 · Fou noir sur case noire d4 · Fou noir sur case blanche g4 · Fou blanc sur case noire h4 · Dame blanche sur case blanche b3 · Cavalier blanc sur case noire c3 · Pion blanc sur case blanche a2 · Pion blanc sur case blanche c2 · Pion blanc sur case noire f2 · Pion blanc sur case blanche g2 · Pion blanc sur case noire h2 · Tour blanche sur case blanche b1 · Tour blanche sur case noire e1 · Fou blanc sur case blanche f1 · Roi blanc sur case noire g1 | Roi noir sur case noire b8 · Tour noire sur case noire d8 · Tour noire sur case blanche g8 · Pion noir sur case noire a7 · Pion noir sur case noire c7 · Dame noire sur case noire g7 · Pion noir sur case blanche c6 · Pion noir sur case noire f6 · Pion noir sur case blanche d5 · Cavalier noir sur case noire e5 · Pion blanc sur case noire b4 · Fou noir sur case noire d4 · Fou noir sur case blanche g4 · Fou blanc sur case noire h4 · Dame blanche sur case blanche b3 · Cavalier blanc sur case noire c3 · Pion blanc sur case blanche a2 · Pion blanc sur case blanche c2 · Pion blanc sur case noire f2 · Pion blanc sur case blanche g2 · Pion blanc sur case noire h2 · Tour blanche sur case blanche b1 · Tour blanche sur case noire e1 · Fou blanc sur case blanche f1 · Roi blanc sur case noire g1 | Roi noir sur case noire b8 · Tour noire sur case noire d8 · Tour noire sur case blanche g8 · Pion noir sur case noire a7 · Pion noir sur case noire c7 · Dame noire sur case noire g7 · Pion noir sur case blanche c6 · Pion noir sur case noire f6 · Pion noir sur case blanche d5 · Cavalier noir sur case noire e5 · Pion blanc sur case noire b4 · Fou noir sur case noire d4 · Fou noir sur case blanche g4 · Fou blanc sur case noire h4 · Dame blanche sur case blanche b3 · Cavalier blanc sur case noire c3 · Pion blanc sur case blanche a2 · Pion blanc sur case blanche c2 · Pion blanc sur case noire f2 · Pion blanc sur case blanche g2 · Pion blanc sur case noire h2 · Tour blanche sur case blanche b1 · Tour blanche sur case noire e1 · Fou blanc sur case blanche f1 · Roi blanc sur case noire g1 | Roi noir sur case noire b8 · Tour noire sur case noire d8 · Tour noire sur case blanche g8 · Pion noir sur case noire a7 · Pion noir sur case noire c7 · Dame noire sur case noire g7 · Pion noir sur case blanche c6 · Pion noir sur case noire f6 · Pion noir sur case blanche d5 · Cavalier noir sur case noire e5 · Pion blanc sur case noire b4 · Fou noir sur case noire d4 · Fou noir sur case blanche g4 · Fou blanc sur case noire h4 · Dame blanche sur case blanche b3 · Cavalier blanc sur case noire c3 · Pion blanc sur case blanche a2 · Pion blanc sur case blanche c2 · Pion blanc sur case noire f2 · Pion blanc sur case blanche g2 · Pion blanc sur case noire h2 · Tour blanche sur case blanche b1 · Tour blanche sur case noire e1 · Fou blanc sur case blanche f1 · Roi blanc sur case noire g1 | 5 |
| 4 | Roi noir sur case noire b8 · Tour noire sur case noire d8 · Tour noire sur case blanche g8 · Pion noir sur case noire a7 · Pion noir sur case noire c7 · Dame noire sur case noire g7 · Pion noir sur case blanche c6 · Pion noir sur case noire f6 · Pion noir sur case blanche d5 · Cavalier noir sur case noire e5 · Pion blanc sur case noire b4 · Fou noir sur case noire d4 · Fou noir sur case blanche g4 · Fou blanc sur case noire h4 · Dame blanche sur case blanche b3 · Cavalier blanc sur case noire c3 · Pion blanc sur case blanche a2 · Pion blanc sur case blanche c2 · Pion blanc sur case noire f2 · Pion blanc sur case blanche g2 · Pion blanc sur case noire h2 · Tour blanche sur case blanche b1 · Tour blanche sur case noire e1 · Fou blanc sur case blanche f1 · Roi blanc sur case noire g1 | Roi noir sur case noire b8 · Tour noire sur case noire d8 · Tour noire sur case blanche g8 · Pion noir sur case noire a7 · Pion noir sur case noire c7 · Dame noire sur case noire g7 · Pion noir sur case blanche c6 · Pion noir sur case noire f6 · Pion noir sur case blanche d5 · Cavalier noir sur case noire e5 · Pion blanc sur case noire b4 · Fou noir sur case noire d4 · Fou noir sur case blanche g4 · Fou blanc sur case noire h4 · Dame blanche sur case blanche b3 · Cavalier blanc sur case noire c3 · Pion blanc sur case blanche a2 · Pion blanc sur case blanche c2 · Pion blanc sur case noire f2 · Pion blanc sur case blanche g2 · Pion blanc sur case noire h2 · Tour blanche sur case blanche b1 · Tour blanche sur case noire e1 · Fou blanc sur case blanche f1 · Roi blanc sur case noire g1 | Roi noir sur case noire b8 · Tour noire sur case noire d8 · Tour noire sur case blanche g8 · Pion noir sur case noire a7 · Pion noir sur case noire c7 · Dame noire sur case noire g7 · Pion noir sur case blanche c6 · Pion noir sur case noire f6 · Pion noir sur case blanche d5 · Cavalier noir sur case noire e5 · Pion blanc sur case noire b4 · Fou noir sur case noire d4 · Fou noir sur case blanche g4 · Fou blanc sur case noire h4 · Dame blanche sur case blanche b3 · Cavalier blanc sur case noire c3 · Pion blanc sur case blanche a2 · Pion blanc sur case blanche c2 · Pion blanc sur case noire f2 · Pion blanc sur case blanche g2 · Pion blanc sur case noire h2 · Tour blanche sur case blanche b1 · Tour blanche sur case noire e1 · Fou blanc sur case blanche f1 · Roi blanc sur case noire g1 | Roi noir sur case noire b8 · Tour noire sur case noire d8 · Tour noire sur case blanche g8 · Pion noir sur case noire a7 · Pion noir sur case noire c7 · Dame noire sur case noire g7 · Pion noir sur case blanche c6 · Pion noir sur case noire f6 · Pion noir sur case blanche d5 · Cavalier noir sur case noire e5 · Pion blanc sur case noire b4 · Fou noir sur case noire d4 · Fou noir sur case blanche g4 · Fou blanc sur case noire h4 · Dame blanche sur case blanche b3 · Cavalier blanc sur case noire c3 · Pion blanc sur case blanche a2 · Pion blanc sur case blanche c2 · Pion blanc sur case noire f2 · Pion blanc sur case blanche g2 · Pion blanc sur case noire h2 · Tour blanche sur case blanche b1 · Tour blanche sur case noire e1 · Fou blanc sur case blanche f1 · Roi blanc sur case noire g1 | Roi noir sur case noire b8 · Tour noire sur case noire d8 · Tour noire sur case blanche g8 · Pion noir sur case noire a7 · Pion noir sur case noire c7 · Dame noire sur case noire g7 · Pion noir sur case blanche c6 · Pion noir sur case noire f6 · Pion noir sur case blanche d5 · Cavalier noir sur case noire e5 · Pion blanc sur case noire b4 · Fou noir sur case noire d4 · Fou noir sur case blanche g4 · Fou blanc sur case noire h4 · Dame blanche sur case blanche b3 · Cavalier blanc sur case noire c3 · Pion blanc sur case blanche a2 · Pion blanc sur case blanche c2 · Pion blanc sur case noire f2 · Pion blanc sur case blanche g2 · Pion blanc sur case noire h2 · Tour blanche sur case blanche b1 · Tour blanche sur case noire e1 · Fou blanc sur case blanche f1 · Roi blanc sur case noire g1 | Roi noir sur case noire b8 · Tour noire sur case noire d8 · Tour noire sur case blanche g8 · Pion noir sur case noire a7 · Pion noir sur case noire c7 · Dame noire sur case noire g7 · Pion noir sur case blanche c6 · Pion noir sur case noire f6 · Pion noir sur case blanche d5 · Cavalier noir sur case noire e5 · Pion blanc sur case noire b4 · Fou noir sur case noire d4 · Fou noir sur case blanche g4 · Fou blanc sur case noire h4 · Dame blanche sur case blanche b3 · Cavalier blanc sur case noire c3 · Pion blanc sur case blanche a2 · Pion blanc sur case blanche c2 · Pion blanc sur case noire f2 · Pion blanc sur case blanche g2 · Pion blanc sur case noire h2 · Tour blanche sur case blanche b1 · Tour blanche sur case noire e1 · Fou blanc sur case blanche f1 · Roi blanc sur case noire g1 | Roi noir sur case noire b8 · Tour noire sur case noire d8 · Tour noire sur case blanche g8 · Pion noir sur case noire a7 · Pion noir sur case noire c7 · Dame noire sur case noire g7 · Pion noir sur case blanche c6 · Pion noir sur case noire f6 · Pion noir sur case blanche d5 · Cavalier noir sur case noire e5 · Pion blanc sur case noire b4 · Fou noir sur case noire d4 · Fou noir sur case blanche g4 · Fou blanc sur case noire h4 · Dame blanche sur case blanche b3 · Cavalier blanc sur case noire c3 · Pion blanc sur case blanche a2 · Pion blanc sur case blanche c2 · Pion blanc sur case noire f2 · Pion blanc sur case blanche g2 · Pion blanc sur case noire h2 · Tour blanche sur case blanche b1 · Tour blanche sur case noire e1 · Fou blanc sur case blanche f1 · Roi blanc sur case noire g1 | Roi noir sur case noire b8 · Tour noire sur case noire d8 · Tour noire sur case blanche g8 · Pion noir sur case noire a7 · Pion noir sur case noire c7 · Dame noire sur case noire g7 · Pion noir sur case blanche c6 · Pion noir sur case noire f6 · Pion noir sur case blanche d5 · Cavalier noir sur case noire e5 · Pion blanc sur case noire b4 · Fou noir sur case noire d4 · Fou noir sur case blanche g4 · Fou blanc sur case noire h4 · Dame blanche sur case blanche b3 · Cavalier blanc sur case noire c3 · Pion blanc sur case blanche a2 · Pion blanc sur case blanche c2 · Pion blanc sur case noire f2 · Pion blanc sur case blanche g2 · Pion blanc sur case noire h2 · Tour blanche sur case blanche b1 · Tour blanche sur case noire e1 · Fou blanc sur case blanche f1 · Roi blanc sur case noire g1 | 4 |
| 3 | Roi noir sur case noire b8 · Tour noire sur case noire d8 · Tour noire sur case blanche g8 · Pion noir sur case noire a7 · Pion noir sur case noire c7 · Dame noire sur case noire g7 · Pion noir sur case blanche c6 · Pion noir sur case noire f6 · Pion noir sur case blanche d5 · Cavalier noir sur case noire e5 · Pion blanc sur case noire b4 · Fou noir sur case noire d4 · Fou noir sur case blanche g4 · Fou blanc sur case noire h4 · Dame blanche sur case blanche b3 · Cavalier blanc sur case noire c3 · Pion blanc sur case blanche a2 · Pion blanc sur case blanche c2 · Pion blanc sur case noire f2 · Pion blanc sur case blanche g2 · Pion blanc sur case noire h2 · Tour blanche sur case blanche b1 · Tour blanche sur case noire e1 · Fou blanc sur case blanche f1 · Roi blanc sur case noire g1 | Roi noir sur case noire b8 · Tour noire sur case noire d8 · Tour noire sur case blanche g8 · Pion noir sur case noire a7 · Pion noir sur case noire c7 · Dame noire sur case noire g7 · Pion noir sur case blanche c6 · Pion noir sur case noire f6 · Pion noir sur case blanche d5 · Cavalier noir sur case noire e5 · Pion blanc sur case noire b4 · Fou noir sur case noire d4 · Fou noir sur case blanche g4 · Fou blanc sur case noire h4 · Dame blanche sur case blanche b3 · Cavalier blanc sur case noire c3 · Pion blanc sur case blanche a2 · Pion blanc sur case blanche c2 · Pion blanc sur case noire f2 · Pion blanc sur case blanche g2 · Pion blanc sur case noire h2 · Tour blanche sur case blanche b1 · Tour blanche sur case noire e1 · Fou blanc sur case blanche f1 · Roi blanc sur case noire g1 | Roi noir sur case noire b8 · Tour noire sur case noire d8 · Tour noire sur case blanche g8 · Pion noir sur case noire a7 · Pion noir sur case noire c7 · Dame noire sur case noire g7 · Pion noir sur case blanche c6 · Pion noir sur case noire f6 · Pion noir sur case blanche d5 · Cavalier noir sur case noire e5 · Pion blanc sur case noire b4 · Fou noir sur case noire d4 · Fou noir sur case blanche g4 · Fou blanc sur case noire h4 · Dame blanche sur case blanche b3 · Cavalier blanc sur case noire c3 · Pion blanc sur case blanche a2 · Pion blanc sur case blanche c2 · Pion blanc sur case noire f2 · Pion blanc sur case blanche g2 · Pion blanc sur case noire h2 · Tour blanche sur case blanche b1 · Tour blanche sur case noire e1 · Fou blanc sur case blanche f1 · Roi blanc sur case noire g1 | Roi noir sur case noire b8 · Tour noire sur case noire d8 · Tour noire sur case blanche g8 · Pion noir sur case noire a7 · Pion noir sur case noire c7 · Dame noire sur case noire g7 · Pion noir sur case blanche c6 · Pion noir sur case noire f6 · Pion noir sur case blanche d5 · Cavalier noir sur case noire e5 · Pion blanc sur case noire b4 · Fou noir sur case noire d4 · Fou noir sur case blanche g4 · Fou blanc sur case noire h4 · Dame blanche sur case blanche b3 · Cavalier blanc sur case noire c3 · Pion blanc sur case blanche a2 · Pion blanc sur case blanche c2 · Pion blanc sur case noire f2 · Pion blanc sur case blanche g2 · Pion blanc sur case noire h2 · Tour blanche sur case blanche b1 · Tour blanche sur case noire e1 · Fou blanc sur case blanche f1 · Roi blanc sur case noire g1 | Roi noir sur case noire b8 · Tour noire sur case noire d8 · Tour noire sur case blanche g8 · Pion noir sur case noire a7 · Pion noir sur case noire c7 · Dame noire sur case noire g7 · Pion noir sur case blanche c6 · Pion noir sur case noire f6 · Pion noir sur case blanche d5 · Cavalier noir sur case noire e5 · Pion blanc sur case noire b4 · Fou noir sur case noire d4 · Fou noir sur case blanche g4 · Fou blanc sur case noire h4 · Dame blanche sur case blanche b3 · Cavalier blanc sur case noire c3 · Pion blanc sur case blanche a2 · Pion blanc sur case blanche c2 · Pion blanc sur case noire f2 · Pion blanc sur case blanche g2 · Pion blanc sur case noire h2 · Tour blanche sur case blanche b1 · Tour blanche sur case noire e1 · Fou blanc sur case blanche f1 · Roi blanc sur case noire g1 | Roi noir sur case noire b8 · Tour noire sur case noire d8 · Tour noire sur case blanche g8 · Pion noir sur case noire a7 · Pion noir sur case noire c7 · Dame noire sur case noire g7 · Pion noir sur case blanche c6 · Pion noir sur case noire f6 · Pion noir sur case blanche d5 · Cavalier noir sur case noire e5 · Pion blanc sur case noire b4 · Fou noir sur case noire d4 · Fou noir sur case blanche g4 · Fou blanc sur case noire h4 · Dame blanche sur case blanche b3 · Cavalier blanc sur case noire c3 · Pion blanc sur case blanche a2 · Pion blanc sur case blanche c2 · Pion blanc sur case noire f2 · Pion blanc sur case blanche g2 · Pion blanc sur case noire h2 · Tour blanche sur case blanche b1 · Tour blanche sur case noire e1 · Fou blanc sur case blanche f1 · Roi blanc sur case noire g1 | Roi noir sur case noire b8 · Tour noire sur case noire d8 · Tour noire sur case blanche g8 · Pion noir sur case noire a7 · Pion noir sur case noire c7 · Dame noire sur case noire g7 · Pion noir sur case blanche c6 · Pion noir sur case noire f6 · Pion noir sur case blanche d5 · Cavalier noir sur case noire e5 · Pion blanc sur case noire b4 · Fou noir sur case noire d4 · Fou noir sur case blanche g4 · Fou blanc sur case noire h4 · Dame blanche sur case blanche b3 · Cavalier blanc sur case noire c3 · Pion blanc sur case blanche a2 · Pion blanc sur case blanche c2 · Pion blanc sur case noire f2 · Pion blanc sur case blanche g2 · Pion blanc sur case noire h2 · Tour blanche sur case blanche b1 · Tour blanche sur case noire e1 · Fou blanc sur case blanche f1 · Roi blanc sur case noire g1 | Roi noir sur case noire b8 · Tour noire sur case noire d8 · Tour noire sur case blanche g8 · Pion noir sur case noire a7 · Pion noir sur case noire c7 · Dame noire sur case noire g7 · Pion noir sur case blanche c6 · Pion noir sur case noire f6 · Pion noir sur case blanche d5 · Cavalier noir sur case noire e5 · Pion blanc sur case noire b4 · Fou noir sur case noire d4 · Fou noir sur case blanche g4 · Fou blanc sur case noire h4 · Dame blanche sur case blanche b3 · Cavalier blanc sur case noire c3 · Pion blanc sur case blanche a2 · Pion blanc sur case blanche c2 · Pion blanc sur case noire f2 · Pion blanc sur case blanche g2 · Pion blanc sur case noire h2 · Tour blanche sur case blanche b1 · Tour blanche sur case noire e1 · Fou blanc sur case blanche f1 · Roi blanc sur case noire g1 | 3 |
| 2 | Roi noir sur case noire b8 · Tour noire sur case noire d8 · Tour noire sur case blanche g8 · Pion noir sur case noire a7 · Pion noir sur case noire c7 · Dame noire sur case noire g7 · Pion noir sur case blanche c6 · Pion noir sur case noire f6 · Pion noir sur case blanche d5 · Cavalier noir sur case noire e5 · Pion blanc sur case noire b4 · Fou noir sur case noire d4 · Fou noir sur case blanche g4 · Fou blanc sur case noire h4 · Dame blanche sur case blanche b3 · Cavalier blanc sur case noire c3 · Pion blanc sur case blanche a2 · Pion blanc sur case blanche c2 · Pion blanc sur case noire f2 · Pion blanc sur case blanche g2 · Pion blanc sur case noire h2 · Tour blanche sur case blanche b1 · Tour blanche sur case noire e1 · Fou blanc sur case blanche f1 · Roi blanc sur case noire g1 | Roi noir sur case noire b8 · Tour noire sur case noire d8 · Tour noire sur case blanche g8 · Pion noir sur case noire a7 · Pion noir sur case noire c7 · Dame noire sur case noire g7 · Pion noir sur case blanche c6 · Pion noir sur case noire f6 · Pion noir sur case blanche d5 · Cavalier noir sur case noire e5 · Pion blanc sur case noire b4 · Fou noir sur case noire d4 · Fou noir sur case blanche g4 · Fou blanc sur case noire h4 · Dame blanche sur case blanche b3 · Cavalier blanc sur case noire c3 · Pion blanc sur case blanche a2 · Pion blanc sur case blanche c2 · Pion blanc sur case noire f2 · Pion blanc sur case blanche g2 · Pion blanc sur case noire h2 · Tour blanche sur case blanche b1 · Tour blanche sur case noire e1 · Fou blanc sur case blanche f1 · Roi blanc sur case noire g1 | Roi noir sur case noire b8 · Tour noire sur case noire d8 · Tour noire sur case blanche g8 · Pion noir sur case noire a7 · Pion noir sur case noire c7 · Dame noire sur case noire g7 · Pion noir sur case blanche c6 · Pion noir sur case noire f6 · Pion noir sur case blanche d5 · Cavalier noir sur case noire e5 · Pion blanc sur case noire b4 · Fou noir sur case noire d4 · Fou noir sur case blanche g4 · Fou blanc sur case noire h4 · Dame blanche sur case blanche b3 · Cavalier blanc sur case noire c3 · Pion blanc sur case blanche a2 · Pion blanc sur case blanche c2 · Pion blanc sur case noire f2 · Pion blanc sur case blanche g2 · Pion blanc sur case noire h2 · Tour blanche sur case blanche b1 · Tour blanche sur case noire e1 · Fou blanc sur case blanche f1 · Roi blanc sur case noire g1 | Roi noir sur case noire b8 · Tour noire sur case noire d8 · Tour noire sur case blanche g8 · Pion noir sur case noire a7 · Pion noir sur case noire c7 · Dame noire sur case noire g7 · Pion noir sur case blanche c6 · Pion noir sur case noire f6 · Pion noir sur case blanche d5 · Cavalier noir sur case noire e5 · Pion blanc sur case noire b4 · Fou noir sur case noire d4 · Fou noir sur case blanche g4 · Fou blanc sur case noire h4 · Dame blanche sur case blanche b3 · Cavalier blanc sur case noire c3 · Pion blanc sur case blanche a2 · Pion blanc sur case blanche c2 · Pion blanc sur case noire f2 · Pion blanc sur case blanche g2 · Pion blanc sur case noire h2 · Tour blanche sur case blanche b1 · Tour blanche sur case noire e1 · Fou blanc sur case blanche f1 · Roi blanc sur case noire g1 | Roi noir sur case noire b8 · Tour noire sur case noire d8 · Tour noire sur case blanche g8 · Pion noir sur case noire a7 · Pion noir sur case noire c7 · Dame noire sur case noire g7 · Pion noir sur case blanche c6 · Pion noir sur case noire f6 · Pion noir sur case blanche d5 · Cavalier noir sur case noire e5 · Pion blanc sur case noire b4 · Fou noir sur case noire d4 · Fou noir sur case blanche g4 · Fou blanc sur case noire h4 · Dame blanche sur case blanche b3 · Cavalier blanc sur case noire c3 · Pion blanc sur case blanche a2 · Pion blanc sur case blanche c2 · Pion blanc sur case noire f2 · Pion blanc sur case blanche g2 · Pion blanc sur case noire h2 · Tour blanche sur case blanche b1 · Tour blanche sur case noire e1 · Fou blanc sur case blanche f1 · Roi blanc sur case noire g1 | Roi noir sur case noire b8 · Tour noire sur case noire d8 · Tour noire sur case blanche g8 · Pion noir sur case noire a7 · Pion noir sur case noire c7 · Dame noire sur case noire g7 · Pion noir sur case blanche c6 · Pion noir sur case noire f6 · Pion noir sur case blanche d5 · Cavalier noir sur case noire e5 · Pion blanc sur case noire b4 · Fou noir sur case noire d4 · Fou noir sur case blanche g4 · Fou blanc sur case noire h4 · Dame blanche sur case blanche b3 · Cavalier blanc sur case noire c3 · Pion blanc sur case blanche a2 · Pion blanc sur case blanche c2 · Pion blanc sur case noire f2 · Pion blanc sur case blanche g2 · Pion blanc sur case noire h2 · Tour blanche sur case blanche b1 · Tour blanche sur case noire e1 · Fou blanc sur case blanche f1 · Roi blanc sur case noire g1 | Roi noir sur case noire b8 · Tour noire sur case noire d8 · Tour noire sur case blanche g8 · Pion noir sur case noire a7 · Pion noir sur case noire c7 · Dame noire sur case noire g7 · Pion noir sur case blanche c6 · Pion noir sur case noire f6 · Pion noir sur case blanche d5 · Cavalier noir sur case noire e5 · Pion blanc sur case noire b4 · Fou noir sur case noire d4 · Fou noir sur case blanche g4 · Fou blanc sur case noire h4 · Dame blanche sur case blanche b3 · Cavalier blanc sur case noire c3 · Pion blanc sur case blanche a2 · Pion blanc sur case blanche c2 · Pion blanc sur case noire f2 · Pion blanc sur case blanche g2 · Pion blanc sur case noire h2 · Tour blanche sur case blanche b1 · Tour blanche sur case noire e1 · Fou blanc sur case blanche f1 · Roi blanc sur case noire g1 | Roi noir sur case noire b8 · Tour noire sur case noire d8 · Tour noire sur case blanche g8 · Pion noir sur case noire a7 · Pion noir sur case noire c7 · Dame noire sur case noire g7 · Pion noir sur case blanche c6 · Pion noir sur case noire f6 · Pion noir sur case blanche d5 · Cavalier noir sur case noire e5 · Pion blanc sur case noire b4 · Fou noir sur case noire d4 · Fou noir sur case blanche g4 · Fou blanc sur case noire h4 · Dame blanche sur case blanche b3 · Cavalier blanc sur case noire c3 · Pion blanc sur case blanche a2 · Pion blanc sur case blanche c2 · Pion blanc sur case noire f2 · Pion blanc sur case blanche g2 · Pion blanc sur case noire h2 · Tour blanche sur case blanche b1 · Tour blanche sur case noire e1 · Fou blanc sur case blanche f1 · Roi blanc sur case noire g1 | 2 |
| 1 | Roi noir sur case noire b8 · Tour noire sur case noire d8 · Tour noire sur case blanche g8 · Pion noir sur case noire a7 · Pion noir sur case noire c7 · Dame noire sur case noire g7 · Pion noir sur case blanche c6 · Pion noir sur case noire f6 · Pion noir sur case blanche d5 · Cavalier noir sur case noire e5 · Pion blanc sur case noire b4 · Fou noir sur case noire d4 · Fou noir sur case blanche g4 · Fou blanc sur case noire h4 · Dame blanche sur case blanche b3 · Cavalier blanc sur case noire c3 · Pion blanc sur case blanche a2 · Pion blanc sur case blanche c2 · Pion blanc sur case noire f2 · Pion blanc sur case blanche g2 · Pion blanc sur case noire h2 · Tour blanche sur case blanche b1 · Tour blanche sur case noire e1 · Fou blanc sur case blanche f1 · Roi blanc sur case noire g1 | Roi noir sur case noire b8 · Tour noire sur case noire d8 · Tour noire sur case blanche g8 · Pion noir sur case noire a7 · Pion noir sur case noire c7 · Dame noire sur case noire g7 · Pion noir sur case blanche c6 · Pion noir sur case noire f6 · Pion noir sur case blanche d5 · Cavalier noir sur case noire e5 · Pion blanc sur case noire b4 · Fou noir sur case noire d4 · Fou noir sur case blanche g4 · Fou blanc sur case noire h4 · Dame blanche sur case blanche b3 · Cavalier blanc sur case noire c3 · Pion blanc sur case blanche a2 · Pion blanc sur case blanche c2 · Pion blanc sur case noire f2 · Pion blanc sur case blanche g2 · Pion blanc sur case noire h2 · Tour blanche sur case blanche b1 · Tour blanche sur case noire e1 · Fou blanc sur case blanche f1 · Roi blanc sur case noire g1 | Roi noir sur case noire b8 · Tour noire sur case noire d8 · Tour noire sur case blanche g8 · Pion noir sur case noire a7 · Pion noir sur case noire c7 · Dame noire sur case noire g7 · Pion noir sur case blanche c6 · Pion noir sur case noire f6 · Pion noir sur case blanche d5 · Cavalier noir sur case noire e5 · Pion blanc sur case noire b4 · Fou noir sur case noire d4 · Fou noir sur case blanche g4 · Fou blanc sur case noire h4 · Dame blanche sur case blanche b3 · Cavalier blanc sur case noire c3 · Pion blanc sur case blanche a2 · Pion blanc sur case blanche c2 · Pion blanc sur case noire f2 · Pion blanc sur case blanche g2 · Pion blanc sur case noire h2 · Tour blanche sur case blanche b1 · Tour blanche sur case noire e1 · Fou blanc sur case blanche f1 · Roi blanc sur case noire g1 | Roi noir sur case noire b8 · Tour noire sur case noire d8 · Tour noire sur case blanche g8 · Pion noir sur case noire a7 · Pion noir sur case noire c7 · Dame noire sur case noire g7 · Pion noir sur case blanche c6 · Pion noir sur case noire f6 · Pion noir sur case blanche d5 · Cavalier noir sur case noire e5 · Pion blanc sur case noire b4 · Fou noir sur case noire d4 · Fou noir sur case blanche g4 · Fou blanc sur case noire h4 · Dame blanche sur case blanche b3 · Cavalier blanc sur case noire c3 · Pion blanc sur case blanche a2 · Pion blanc sur case blanche c2 · Pion blanc sur case noire f2 · Pion blanc sur case blanche g2 · Pion blanc sur case noire h2 · Tour blanche sur case blanche b1 · Tour blanche sur case noire e1 · Fou blanc sur case blanche f1 · Roi blanc sur case noire g1 | Roi noir sur case noire b8 · Tour noire sur case noire d8 · Tour noire sur case blanche g8 · Pion noir sur case noire a7 · Pion noir sur case noire c7 · Dame noire sur case noire g7 · Pion noir sur case blanche c6 · Pion noir sur case noire f6 · Pion noir sur case blanche d5 · Cavalier noir sur case noire e5 · Pion blanc sur case noire b4 · Fou noir sur case noire d4 · Fou noir sur case blanche g4 · Fou blanc sur case noire h4 · Dame blanche sur case blanche b3 · Cavalier blanc sur case noire c3 · Pion blanc sur case blanche a2 · Pion blanc sur case blanche c2 · Pion blanc sur case noire f2 · Pion blanc sur case blanche g2 · Pion blanc sur case noire h2 · Tour blanche sur case blanche b1 · Tour blanche sur case noire e1 · Fou blanc sur case blanche f1 · Roi blanc sur case noire g1 | Roi noir sur case noire b8 · Tour noire sur case noire d8 · Tour noire sur case blanche g8 · Pion noir sur case noire a7 · Pion noir sur case noire c7 · Dame noire sur case noire g7 · Pion noir sur case blanche c6 · Pion noir sur case noire f6 · Pion noir sur case blanche d5 · Cavalier noir sur case noire e5 · Pion blanc sur case noire b4 · Fou noir sur case noire d4 · Fou noir sur case blanche g4 · Fou blanc sur case noire h4 · Dame blanche sur case blanche b3 · Cavalier blanc sur case noire c3 · Pion blanc sur case blanche a2 · Pion blanc sur case blanche c2 · Pion blanc sur case noire f2 · Pion blanc sur case blanche g2 · Pion blanc sur case noire h2 · Tour blanche sur case blanche b1 · Tour blanche sur case noire e1 · Fou blanc sur case blanche f1 · Roi blanc sur case noire g1 | Roi noir sur case noire b8 · Tour noire sur case noire d8 · Tour noire sur case blanche g8 · Pion noir sur case noire a7 · Pion noir sur case noire c7 · Dame noire sur case noire g7 · Pion noir sur case blanche c6 · Pion noir sur case noire f6 · Pion noir sur case blanche d5 · Cavalier noir sur case noire e5 · Pion blanc sur case noire b4 · Fou noir sur case noire d4 · Fou noir sur case blanche g4 · Fou blanc sur case noire h4 · Dame blanche sur case blanche b3 · Cavalier blanc sur case noire c3 · Pion blanc sur case blanche a2 · Pion blanc sur case blanche c2 · Pion blanc sur case noire f2 · Pion blanc sur case blanche g2 · Pion blanc sur case noire h2 · Tour blanche sur case blanche b1 · Tour blanche sur case noire e1 · Fou blanc sur case blanche f1 · Roi blanc sur case noire g1 | Roi noir sur case noire b8 · Tour noire sur case noire d8 · Tour noire sur case blanche g8 · Pion noir sur case noire a7 · Pion noir sur case noire c7 · Dame noire sur case noire g7 · Pion noir sur case blanche c6 · Pion noir sur case noire f6 · Pion noir sur case blanche d5 · Cavalier noir sur case noire e5 · Pion blanc sur case noire b4 · Fou noir sur case noire d4 · Fou noir sur case blanche g4 · Fou blanc sur case noire h4 · Dame blanche sur case blanche b3 · Cavalier blanc sur case noire c3 · Pion blanc sur case blanche a2 · Pion blanc sur case blanche c2 · Pion blanc sur case noire f2 · Pion blanc sur case blanche g2 · Pion blanc sur case noire h2 · Tour blanche sur case blanche b1 · Tour blanche sur case noire e1 · Fou blanc sur case blanche f1 · Roi blanc sur case noire g1 | 1 |
|   | a | b | c | d | e | f | g | h |   |

Jackson Showalter - George Gossip

Sixth American Chess Congress, New York 1889

Partie écossaise,
Fred Reinfeld a qualifié cette partie de « chef-d'œuvre glorieux ». Wilhelm Steinitz affirme que c'est l' « un des plus beaux spécimens de sacrifice connus. M. Gossip mérite les plus grandes louanges pour l'ingéniosité et la profondeur de la combinaison qu'il a jouée pendant cette partie,.
Soltis a écrit que « plusieurs sourcillèrent » lorsque le comité du tournoi décerna le prix de la meilleure partie à Isidor Gunsberg pour sa victoire face à James Mason,. Après avoir analysé les deux parties, Whyld a écrit : « Le verdict semble évident. Gossip a été volé ! » Diggle affirme que « Gossip était, bien entendu, le dernier à accepter ce verdict, et pour une fois il avait la sympathie du public. »
1. e4 e5 2. Cf3 Cc6 3. d4 exd4 4. Cxd4 Cf6 5. Cxc6 bxc6 6. Fd3 d5 7. e5 ? Il fallait jouer 7. exd5,,.
7... Cg4 8. O-O Fc5 9. Ff4 Les coups 9. h3 Cxe5 10. Te1 échouent sur 10... Df6 11. De2 0-0 ! 12. Dxe5 Dxf2+ 13. Rh1 Fxh3 !
9...g5! 10. Fd2 Les blancs sont déjà en fâcheuse posture. Sur 10.Bg3, les noirs répliquent 10...h5! 11. h3 h4! 12. Fh2 Cxh2 13. Rxh2 g4! 14. hxg4 Dg5 15. Fe2 Df4+ 16. Rh1 (ou 16. Rg1 h3!) 16...Fxf2, qui gagne.
10...Cxe5 11. Te1 De7 12. Cc3 Fd7 13. Dh5 O-O-O ! Car sur 13...h6, les noirs répliqueraient par 14. Fxg5, Gossip sacrifiant un pion en prévision d'une attaque dévastatrice sur la colonne g.
14. Fxg5 f6 15. Fh4 Dg7 16. Fa6+ Rb8 17. Fg3 Thg8 18. Dd1 Cg4 Plus précis était 18... Fg4 suivi de ...h5, lançant la même attaque que les noirs effectueront lors de leur 20e coup.
19. Ff1 Ce5 20. b4 Fg4 21. Db1? Mieux était 21. Fe2 que cette tentative de contre-attaque,.
21... Fd4 22. Db3 h5! 23. Tab1 h4! Steinitz a écrit « Le début d'une combinaison de huit coups digne d'un maître ».
24. Fxh4 ? 24. Fxe5 tient la position plus longtemps. Selon Andrew Soltis, « Les noirs couronnent leurs efforts par l'une des plus belles combinaisons jamais jouées ».
24... Cf3+ ! 25. gxf3 Dans une position gagnante, les noirs gagnent une pièce sur 25. Rh1 Cxh4.
25... Fxf3+ 26. Fg3 Dxg3+! 27. hxg3 Txg3+ 28. Rh2 Si 28. Fg2, Txg2+ 29. Rf1 Txh2 et mat.
28... Fxf2 29. Fh3 Txh3+ ! 0–1 Sur 30. Rxh3, les noirs répondent ... Th8 mat.